# Филатово (Некрасовский район)
Филатово — деревня в Некрасовском районе Ярославской области. Входит в состав сельского поселения Красный Профинтерн.

## География
Находится в восточной части Ярославской области на расстоянии приблизительно 12 км на север-северо-запад по прямой от административного центра района поселка Некрасовское в левобережной части района.

## История
Деревня была отмечена еще на карте 1798 года. В 1859 году здесь (деревня Даниловского уезда Ярославской губернии) было учтено 9 дворов.

## Население
Численность населения: 37 человек (1859 год), 10 (русские 100 %) в 2002 году, 7 в 2010.

### Известные жители
- Казаматов, Алексей Павлович (1907-1987) — сапёр в Великой Отечественной войне, Герой Советского Союза (1944).